# Котън клуб
„Котън клуб“ (на английски: The Cotton Club) е американска криминална драма от 1984 година на режисьора Франсис Форд Копола.

## Сюжет
Действието се развива през 1928-1930 години. Дикси Дуайър е тромпетист в модерния музикален клуб „Котън“ в Ню Йорк. Дикси е единственият бял в групата на клуба. Той се обръща към един от шефовете на американската мафия от онова време Дъч Шулц, като очаква блестяща музикална и актьорска кариера, но за нещастие се влюбва в Вера Цицеро приятелката на Дъч Шулц. Тази любовна афера се случва по време на сблъсъци за сфери на влияние между Дъч Шулц и собственика на „Котън клуб“ Оуни Маден и други босове на мафията. Вера и Дикси са между чука и наковалнята. „Котън клуб“ действително е съществувал, а много от персонажите имат истински прототипи в американската история през 20-те години.

## В ролите
| Изпълнител     | Роля                  |
| -------------- | --------------------- |
| Ричард Гиър    | Майкъл (Дикси) Дуайър |
| Даян Лейн      | Вера Цицеро           |
| Грегъри Хайнс  | Сандмен Уилямс        |
| Лонет Макки    | Лейла Роуз Оливър     |
| Боб Хоскинс    | Оуни Маден            |
| Джеймс Ремар   | Дъч Шулц              |
| Алън Гарфийлд  | (Абадаба) Берман      |
| Фред Гуин      | Френчи Де Мандж       |
| Никълъс Кейдж  | Винсент Дуайър        |
| Лорънс Фишбърн | Бампи                 |